# درندگان (فیلم ۱۹۸۴)
«درندگان» (انگلیسی: The Prey (1984 film)) فیلمی در ژانر ترسناک و اسلشر است که در سال ۱۹۸۴ منتشر شد. از بازیگران آن می‌توان به جکی کوگان اشاره کرد.